# Invectiva in Ciceronem
La Invectiva in Ciceronem (in italiano Invettiva contro Cicerone) è una orazione attribuita allo storico latino Gaio Sallustio Crispo (86 - 34 a.C.) e diretta contro Marco Tullio Cicerone.

## Struttura e autenticità
Dovrebbe essere una sorta di bozza di un discorso che Sallustio avrebbe esposto in Senato contro Cicerone, ma all'epoca un trentaduenne non poteva prendere la parola contro un personaggio del calibro di Cicerone, forse era solo a fine propagandistico o è semplicemente un falso. È generalmente accettato che la sua data di presunta composizione sia il 54 a.C., quando Sallustio sarebbe stato espulso dal Senato probri causa, per essere stato scoperto in flagrante adulterio con la moglie di Tito Annio Milone, amico di Cicerone. L'autore critica non solo l'uomo pubblico per la condanna dei Catilinari ma anche quello privato definendolo il "Romolo Arpinate", a causa del suo continuo considerarsi il nuovo fondatore di Roma.
L'Invettiva contro Cicerone è stata generalmente considerata come spuria , e come un esempio della letteratura libellistica del periodo successivo alla morte di Cesare. Probabilmente si diffuse come opuscolo politico pubblicato in forma anonima.
L'Invettiva contro Sallustio, invece tramandata di seguito ad essa, pur pretendendo di essere una risposta all'attacco a Cicerone, non osserva gli stessi termini, ma copre l'intera vita di Sallustio. Si tratta probabilmente di un esercizio delle scuole retoriche, composto da uno scrittore di scarsa abilità e di latinità inferiore in un periodo tardo non determinabile con certezza.